# Staré Jesenčany

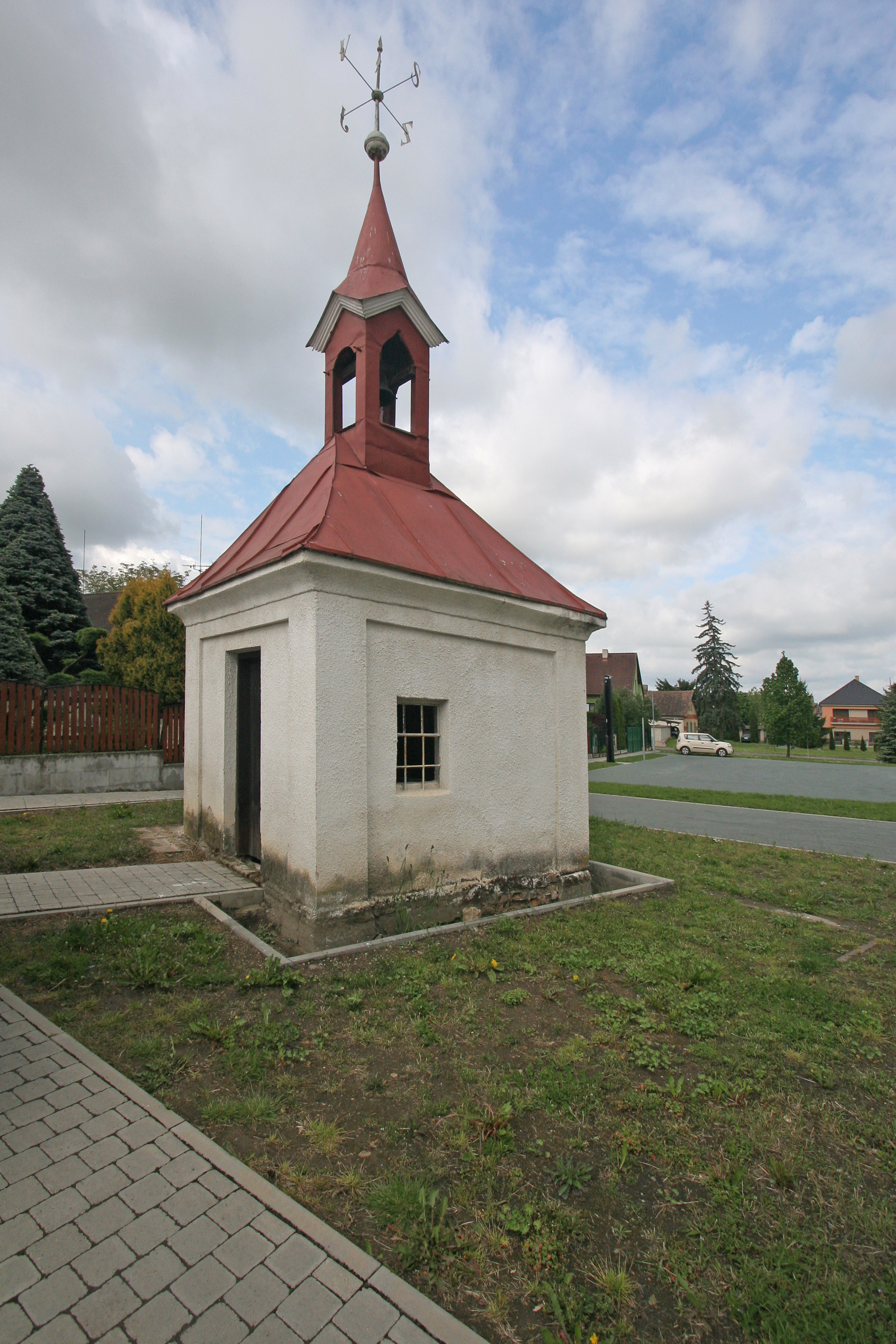
Glockenturm

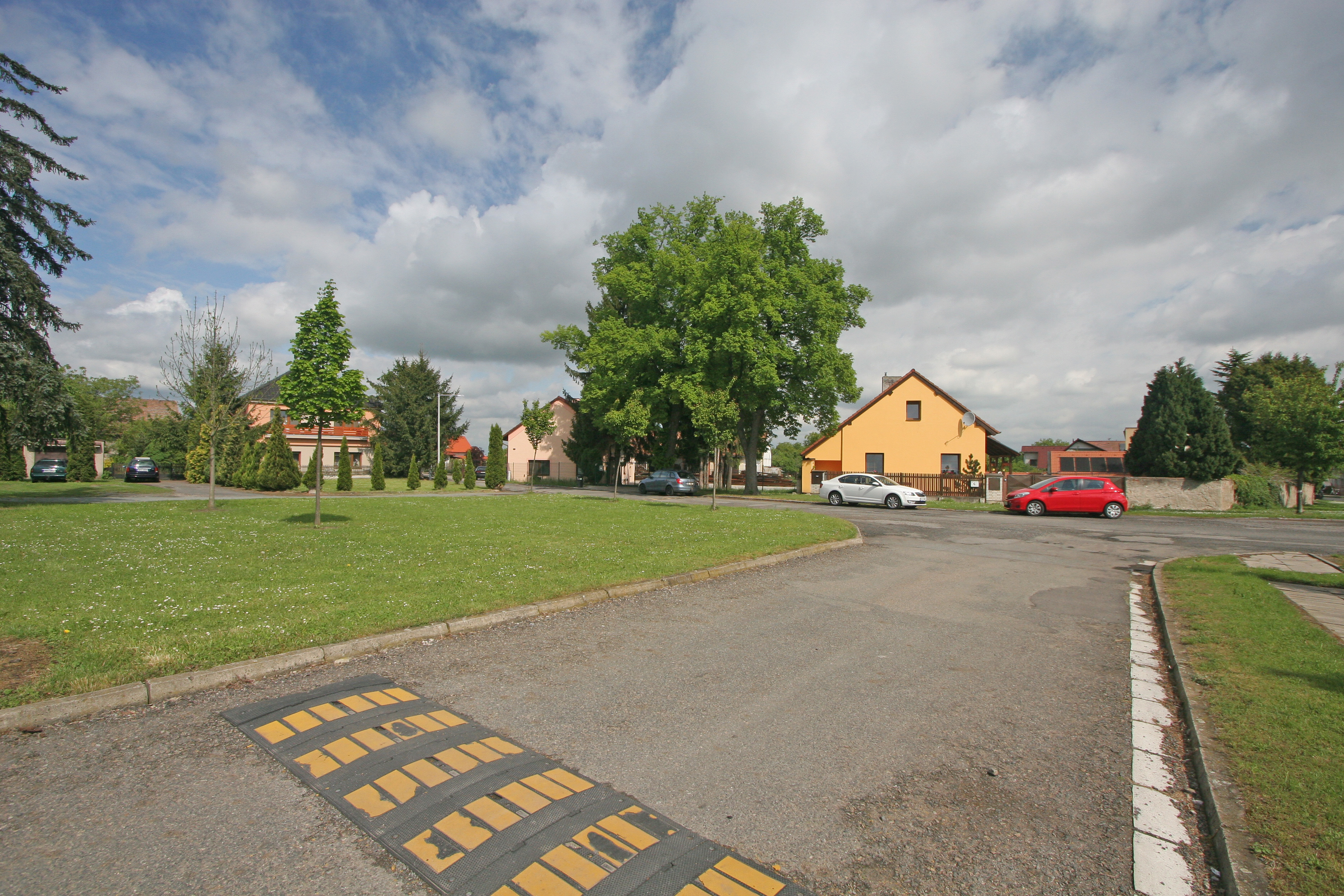
Dorfplatz

Staré Jesenčany (deutsch Alt Jesnitschan, früher Groß Jesnitschan) ist eine Gemeinde in Tschechien. Sie liegt fünf Kilometer südlich des Stadtzentrums von Pardubice an deren Stadtgrenze und gehört zum Okres Pardubice.

## Geographie
Staré Jesenčany befindet sich linksseitig des Baches Jesenčanský potok auf der Heřmanoměstecká tabule (Hermannstädtler Tafel). Am östlichen Ortsrand verläuft die Bahnstrecke Havlíčkův Brod–Pardubice, einen Kilometer östlich die Staatsstraße I/37 zwischen Pardubice und Chrudim. Auf dem nördlichen Teil der Gemarkung liegt der Flughafen Pardubice. 
Nachbarorte sind Svítkov und Nové Jesenčany im Norden, Jesničánky und Pardubičky im Nordosten, Dražkovice im Osten, Mikulovice und Blato im Südosten, Dřenice im Süden, Rozhovice und Čepí im Südwesten, Třebosice und Starý Mateřov im Westen sowie Staré Čívice und Popkovice im Nordwesten.

## Geschichte
Archäologische Funde belegen eine Besiedlung der Gegend seit der Jungsteinzeit, außerdem wurden 1914 beim Bau des Meliorationsteiches am Jesenčanský potok Reste einer Pfahlbausiedlung entdeckt. Zu den weiteren Funden gehört ein bronzenes Kruzifix an der Mitte des 12. Jahrhunderts.
Die erste schriftliche Erwähnung von Jesničany erfolgte 1384 im Zuge eines Streits zwischen Wilhelm von Pardubitz und König Wenzel IV. über die Aufteilung der Herrschaft Pardubitz. Nach der Beilegung der langwierigen Auseinandersetzung verloren die Herren von Pardubitz die Stadt Pardubitz sowie mehrere Dörfer, darunter auch Jesničany. 1491 erwarb Wilhelm von Pernstein die Herrschaft Pardubitz. Jaroslav von Pernstein verkaufte die Herrschaft im Jahre 1560 an König Ferdinand I. Im Pardubitzer Urbar von 1580 sind für Jesničany 13 Bauerngüter und eine privilegierte Schänke aufgeführt. König Rudolf II. ließ die Herrschaft 1588 durch ein System von 24 Rychta (Scholtiseien) neu organisieren; dem Rychtář in Jesničany oblag auch die niedere Gerichtsbarkeit für Dražkovice. Zwischen 1780 und 1783 wurde im Zuge der Raabisation nördlich von Jesničany auf den Gründen des ehemaligen Jesnitschaner Teiches die Dominikalsiedlung Neu-Jesnitschan angelegt. Die neuen Siedler waren Flüchtlinge aus Schlesien und der Grafschaft Glatz, die vor dem preußischen Joch nach Böhmen ausgewandert waren. Die Siedlung wuchs noch weiter nach Osten, die an der Chrudimer Straße auf Pardubitzer Flur errichteten Häuser wurden Klein-Jesnitschan  genannt. In der Folgezeit wurde das alte Dorf als Groß-Jesnitschan, später als Alt-Jesnitschan bezeichnet.
Im Jahre 1835 bestand das im Chrudimer Kreis gelegene Dorf Groß-Jesnitschan bzw. Welky Gezničan aus 29 Häusern, in denen 248 Personen, darunter eine protestantische Familie, lebten. Zu Groß-Jesnitschan konskribiert war die Dominikalsiedlung Neu-Jesnitschan. Pfarrort war Třebositz. Bis zur Mitte des 19. Jahrhunderts blieb Groß-Jesnitschan der k.k. Kameralherrschaft Pardubitz untertänig.
Nach der Aufhebung der Patrimonialherrschaften bildeten Staré Jesničany / Alt-Jesnitschan und Nové Jesničany / Neu-Jesnitschan ab 1849 die Gemeinde Jesničany / Jesnitschan im Gerichtsbezirk Pardubitz. Ab 1868 gehörte die Gemeinde zum Bezirk Pardubitz. Zwischen 1868 und 1871 wurde die Bahnstrecke Deutschbrod–Pardubitz angelegt, sie fuhr jedoch noch ohne Halt an dem Dorf vorbei. 1883 wurde der Dorfplatz gepflastert. Im Jahre 1887 wurde in Staré Jesničany ein Eisenbahnhaltepunkt eröffnet, der ab 1915 auch für den Güterumschlag ausgebaut wurde. 1920 wurde die Trennung der Gemeinde Jesničany in zwei Gemeinden Staré Jesničany und Nové Jesničany genehmigt. Auf Anregung des aus der Gemeinde stammenden Chrudimer Gymnasialprofessors für tschechische Sprache Jan Markalous, der im Ortsnamen Jesničany / Jesnitschan einen Germanismus sah, verfügte die Linguistische Kommission in Prag 1922 die Änderung der beiden Gemeindenamen in Staré Jesenčany  und Nové Jesenčany. Während der Ersten Republik wurde südlich von Popkovice der Militärflugplatz Pardubice angelegt. Nach dem Februarumsturz von 1948 begann die Erweiterung des Militärflugplatzes auf die südlich der Pardubitzer Pferderennbahn gelegenen Fluren von Staré Jesenčany, 1952 musste in diesem Bereich auch die Bahnstrecke Havlíčkův Brod–Pardubice verlegt werden. 1949 wurde Staré Jesenčany dem Okres Pardubice-okolí zugeordnet. Dieser wurde im Zuge der Gebietsreform von 1960 aufgehoben, seitdem gehört das Dorf wieder zum Okres Pardubice. 

## Gemeindegliederung
Für die Gemeinde Staré Jesenčany sind keine Ortsteile ausgewiesen. 

## Sehenswürdigkeiten
- Gemauerter Glockenturm, er entstand 1890 über der neu errichten Brückenwaage, und ersetzte einen baufälligen Hölzernen Glockenturm. 2013 wurde er zum Kulturdenkmal erklärt.
- Kreuz aus poliertem Granit, geweiht 1935. Es ersetzte ein altes Holzkreuz.
- Gedenkstein für die Gefallenen des Ersten und Zweiten Weltkrieges